# Марьино (Рыльский район)
Ма́рьино — посёлок в Рыльском районе Курской области. Входит в состав Ивановского сельсовета.

## География
Посёлок находится на реке Избица, в 89 км западнее Курска, в 17,5 км восточнее районного центра — города Рыльск, в 3 км от центра сельсовета  — Ивановское.
Улицы
Посёлок состоит из следующих улиц: Кооперативная, Садовая, Сироткина, Центральная.
Климат
Марьино, как и весь район, расположено в поясе умеренно континентального климата с тёплым летом и относительно тёплой зимой (Dfb в классификации Кёппена).

## История
В 1703-м Пётр I пожаловал гетману Мазепе земли, и так образовались селения: Мазеповка, Степановка, Ивановское... Особенно приглянулось гетману Ивановское, где он выстроил прекрасный дворец. Когда он изменил России, царь конфисковал все его владения. Прежние земли Мазепы переходили из рук в руки и, наконец, после женитьбы Екатерины Петровны Гольштейн-Бек перешли в руки Барятинских князей.
После смерти Екатерины в 1811 г. село Ивановское и прочие имения ее и мужа достались по наследству их единственному сыну князю Ивану Ивановичу Барятинскому (1767-1830). Он и стал основателем дворцово-паркового комплекса «Марьино», вокруг которого со временем был построен современный посёлок.
В ноябре 2024 года в ходе российского вторжения в Украину поселок Марьино был атакован переданными Украине ракетами Storm Shadow. По мнению украинского издания Defence Express, удар нанесён по усадьбе Барятинских, в котором мог располагаться подземный командный пункт российских и северокорейских войск. Позже президент РФ подтвердил, что удар был нанесен по командному пункту группировки «Север». По словам одного из западных чиновников, в результате удара ранен высокопоставленный северокорейский генерал.

## Население
| 2002 | 2010  |
| ---- | ----- |
| 1934 | ↘1747 |

## Инфраструктура
Личное подсобное хозяйство. Начальная школа. Детский сад. Медпункт. Марьинский пруд. Универмаг. В посёлке 43 дома.

## Транспорт
Марьино находится в 1 км от автодороги регионального значения 38К-017 (Курск — Льгов — Рыльск — граница с Украиной), на автодорогах 38Н-360 (38К-017 — Марьино) и 38Н-040 (Марьино — Верхняя Груня), в 14 км от ближайшего ж/д остановочного пункта 374 км (линия 322 км — Льгов I).
В 156 км от аэропорта имени В. Г. Шухова (недалеко от Белгорода).

## Достопримечательности
- Усадьба князей Барятинских (дворцово-парковый комплекс)[13]